# Indacaterol
Indacaterol, vendido sob a marca Onbrez, entre outros, é um medicamento usado para tratar a doença pulmonar obstrutiva crónica. É usado por inalador de pó seco uma vez por dia.
Os efeitos secundário comuns incluem infecção do trato respiratório superior, dor no peito e tosse. Em pessoas com asma, pode aumentar o risco de morte.
O indacaterol foi aprovado para uso médico na Europa em 2009 e nos Estados Unidos em 2011. No Reino Unido, custava ao NHS cerca de 32 libras por mês em 2021. Nos Estados Unidos esse valor aumentava para 260 dólares.